# Луизиана в Гражданской войне

Флаг Луизианы, утверждённый 11 февраля 1861 года

Луизиана была ведущим рабовладельческим штатом Юга. Чернокожее население штата росло в течение 18-го века и достигло к 1869 году 47% населения. Этот же штат лидировал по количеству свободных черных. Белое население штата в массе поддерживало права штатов и рабовладение, в то время как в провинции кое-где встречались сторонники федеральной политики.
Луизиана вышла из состава США 26 января 1861 года. В марте на Временном конгрессе Конфедерации присутствовали представители от Луизианы: Чарльз Мэгилл Конрад, Александр Этьен Дэклое, Дункан Фаррар Кеннер, Генри Маршалл, Джон Перкинс и Эдвард Спарроу. Их подписи (кроме Перкинса и Спарроу) стоят под Конституцией КША, принятой 11 марта 1861 года.
Столица штата, Новый Орлеан, был крупнейшим городом Юга, важным стратегическим портом на Миссисипи и морском побережье, поэтому федеральный морской департамент очень рано начал планировать его захват. Новый Орлеан был взят 25 апреля 1862 года. Население города в основном симпатизировало Союзу, поэтому правительство пошло на необычный шаг: признало подконтрольные ему районы Луизианы как бы частью Союза, вплоть до права избрания представителей в Конгресс. С этого момента и до конца войны в штате существовало два губернатора: федеральный и конфедеративный.
26 мая был сформирован Трансмиссисипский департамент, в который вошла Луизиана. Штаб-квартира департамента находилась в луизианском городе Шривпорт.

## Сецессия Луизианы

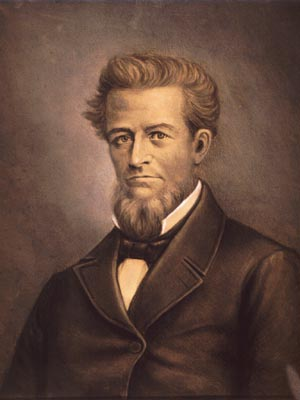
Губернатор Томас Мур

В 1840-х годах в Луизиане была популярна партия вигов, но в 1850-х годах она прекратила своё существование, зато в северных штатах возникла Республиканская партия, которая была настроена против рабства. Южане полагали, что теперь северные аболиционисты будут стремиться уничтожить рабство даже несмотря на гарантии в Конституции. Республиканцы в то время были исключительно партией северных штатов, без своих представителей на Юге. В Луизиане сильные позиции были у нативистской партии Know Nothing, за которую голосовали те, кого не устраивали и республиканцы и демократы. Она возникла в основном как реакция на миграцию ирландцев в Луизиану в 1840-х. На выборах 1856 года нативисты пытались продвинуть в губернаторы своего кандидата Пола Дербиньи, но победил всё же демократ, Роберт Уиклифф.
Финансовый кризис 1857 года не затронул всерьёз Луизиану, что дало повод южанам рассуждать о преимуществах института рабства. В 1859 году в Вирджинии произошёл мятеж Джона Брауна, что встревожило южан, и хотя политики Севера дистанцировались от мятежа, газеты северных штатов стали создавать ему образ мученика. С этого момента в Луизиане всерьёз стали думать о возможности сецессии. В 1860 году на губернаторских выборах победил Томас Овертон Мур, и в том же году на президентских выборах победил республиканец Авраам Линкольн. В Луизиане за него никто не проголосовал; большинство в штате набрал Джон Брекинридж.
Сразу после избрания Линкольна, в декабре 1860, губернатор Мур созвал сессию легислатуры и призвал к немедленной сецессии. На сессии было решено созвать конвент по этому вопросу и были выделены средства на вооружение ополчения. Выборы на конвент прошли 7 января, и примерно две трети делегатов были сторонниками немедленной сецессии. Та треть населения, что желала договориться с Севером, быстро осознала неизбежность сецессии и присоединилась к сецессионистам во имя единства. Губернатор Мур ещё до созыва конвента конфисковал федеральные арсеналы в Батон-Руж и в фортах Джексон и Сен-Филип. 26 января 1861 года конвент большинством голосов проголосовал за сецессию.
Несмотря на это, Луизиана всё ещё считала себя частью Америки, и 22 февраля было торжественно отмечен День рождения Джорджа Вашингтона.
4 марта 1861 года в Вашингтоне прошла инаугурация президента Линкольна. В начале апреля в Вашингтон прибыла комиссия от южных штатов, в которой Андре Роман представлял Луизиану. Комиссия хотела договориться о мирном решении конфликта, но 8 апреля президент отказался принять её. 12 апреля начался обстрел форта Самтер и началась Гражданская война.

## Знаменитые генералы-луизианцы

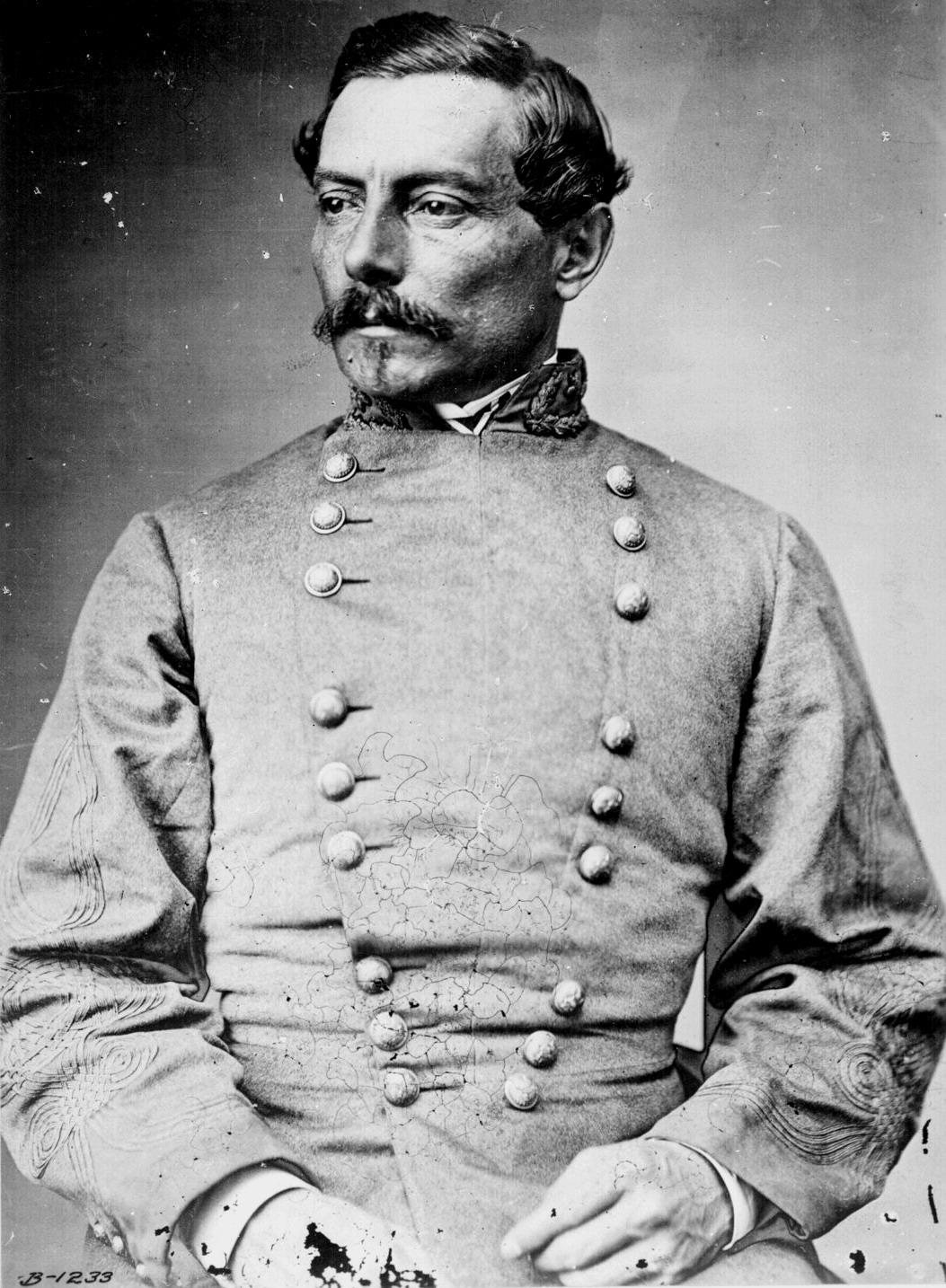
Пьер Борегар
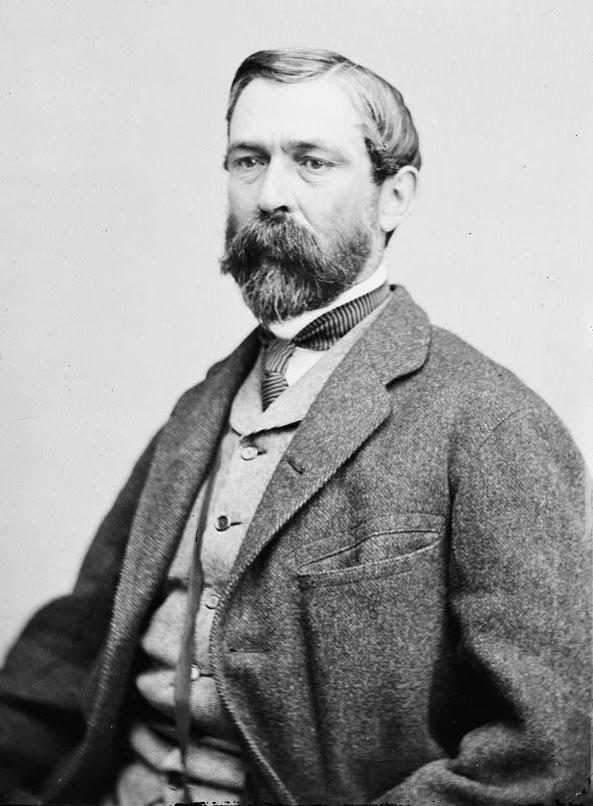
Ричард Тейлор
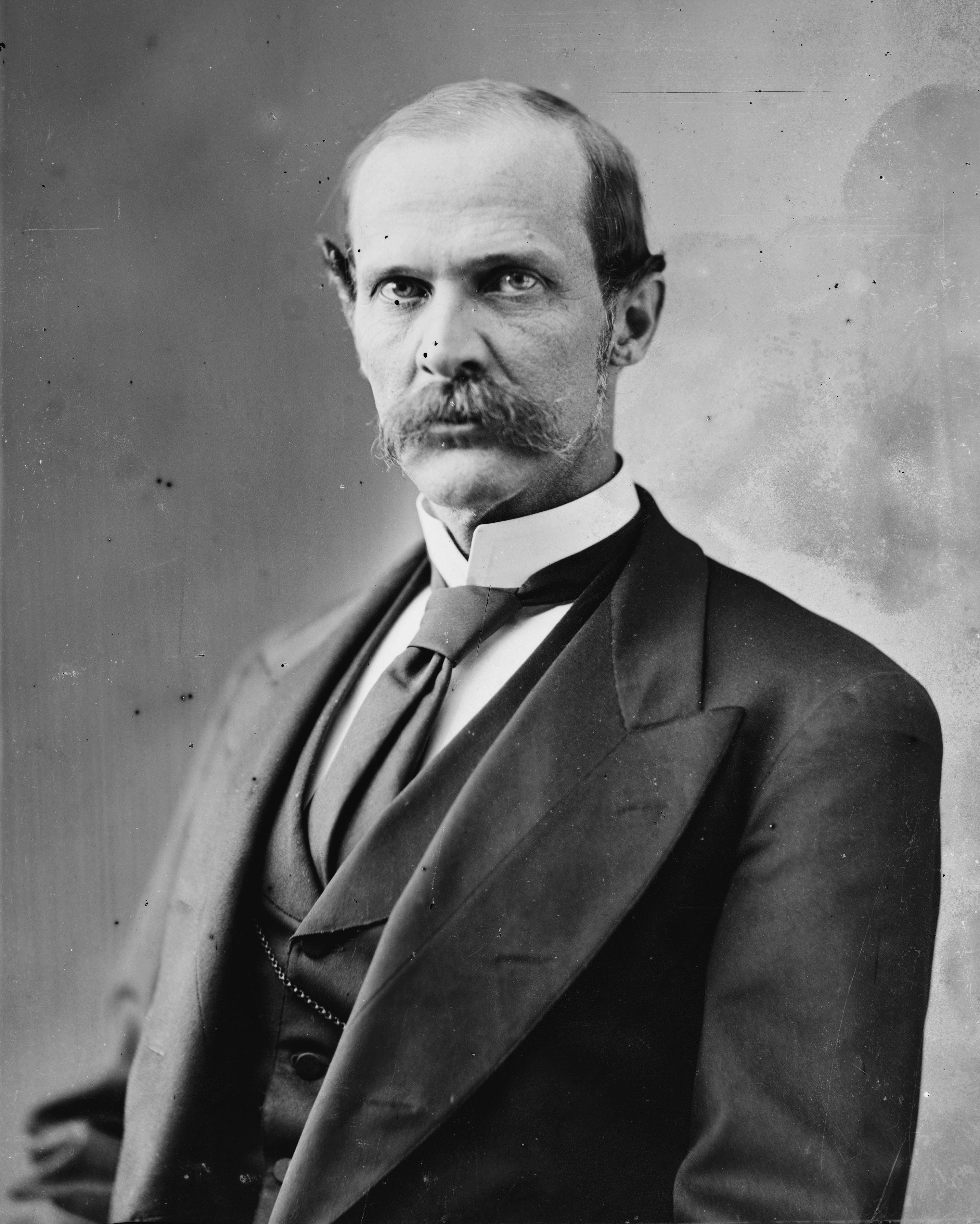
Ренделл Гибсон
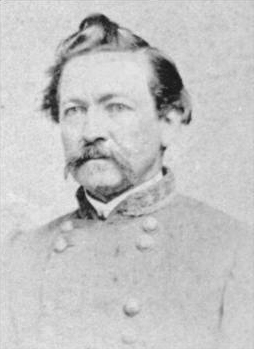
Гарри Хайс

## Сражения в Луизиане
- Сражение при Хэд-оф-Пассес
- Сражение при Батон-Руж
- Сражение при Форт-Бисланд
- Сражение за форт Де Русси
- Сражение при фортах Джексон и Сен-Филип
- Сражение при Годрич-Лэндинг
- Сражение при Мансфилде
- Сражение при Милликенс-Бенд
- Падение Орлеана
- Сражение при Плезант-Хилл
- Осада Порт-Гудзона
- Сражение у плантации Стерлинга